# Simón Sánchez Montero

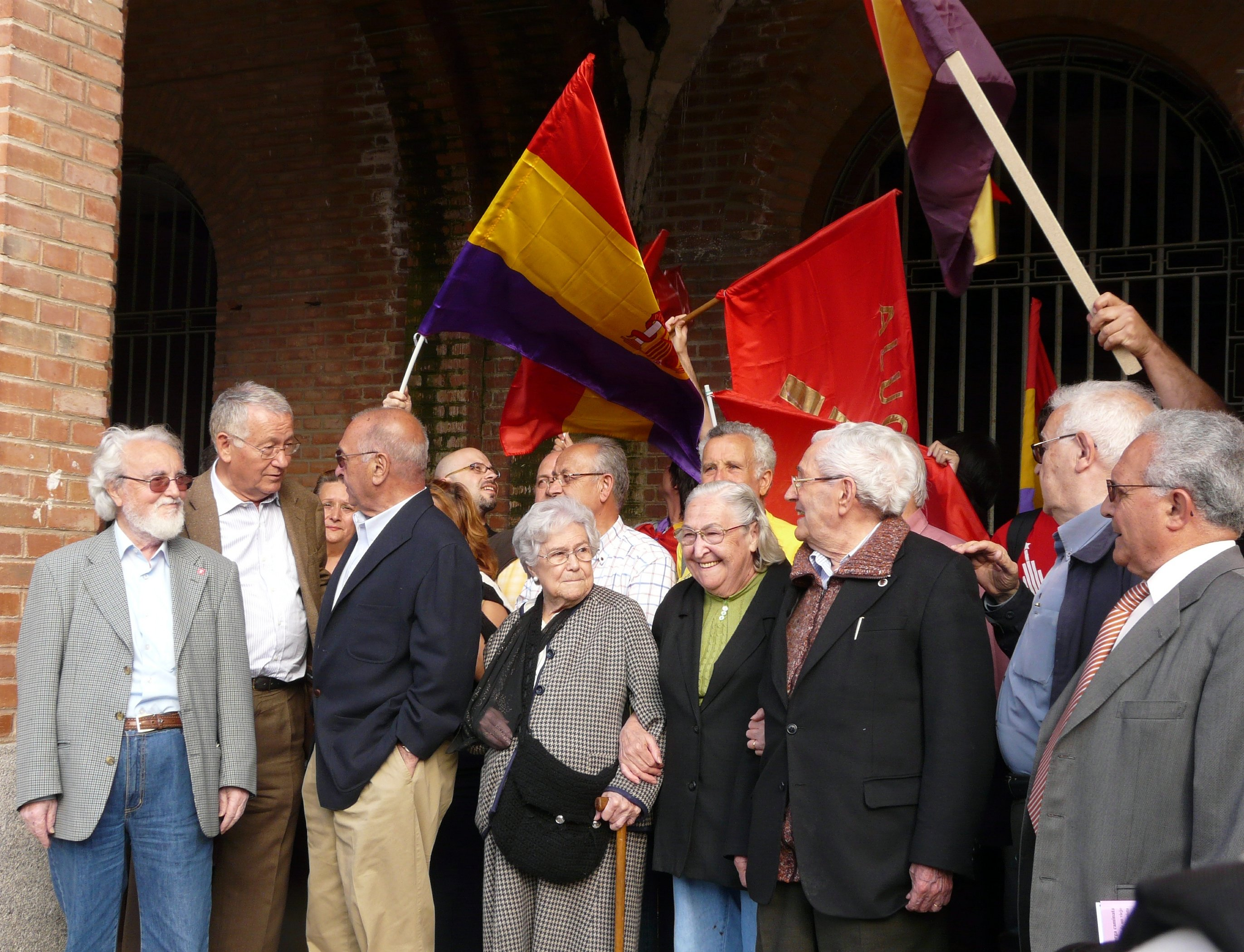
Julián Ariza, Nicolás Redondo (de perfil hablando con Ariza), Carmen Rodríguez Campoamor, viuda de Simón Sánchez Montero, Josefina Samper y Marcelino Camacho en el acto en el que se descubrió una placa en la cárcel de Carabanchel en recuerdo a los presos políticos que pasaron por la cárcel (22 de mayo de 2008).

Simón Sánchez Montero (Nuño Gómez, Toledo, 31 de julio de 1915 - Madrid, 30 de marzo de 2006) fue un político español, destacado dirigente del Partido Comunista de España (PCE). 
De familia campesina, emigró a Madrid en 1927, donde trabajó como sastre y panadero. Durante la II República se afilió al sindicato de panaderos de la UGT, en 1933, y en 1936 al PCE. Combatió durante la guerra civil española en el bando republicano, encuadrado en un batallón sindical de panaderos.
Al finalizar la contienda huyó a Sevilla, regresando a Madrid en 1944. Un año más tarde, septiembre de 1945, fue detenido, condenado a catorce años de prisión, que cumplió en los penales de Alcalá de Henares y Burgos, permaneciendo en prisión hasta 1952. En 1954 fue elegido miembro del Comité Central del PCE, y en 1956, del Comité Ejecutivo. Uno de los máximos responsables del Partido Comunista en la clandestinidad, fue de nuevo detenido en 1959, siendo encarcelado hasta 1966. Las circunstancias que rodearon esta detención, acaecida el 17 de junio de 1959, son relatadas por Jorge Semprún en su libro Autobiografía de Federico Sánchez. De igual forma pasó algunos periodos interrumpidos en prisión entre 1973 y 1976, poco antes de la legalización del PCE. Apoyó toda la trayectoria política y programática de la dirección del Partido, desde el estalinismo al eurocomunismo. 
Tras las elecciones generales de 1977, fue elegido diputado por Madrid, siendo reelegido en 1979. Permaneció en la dirección del PCE hasta el XIII Congreso, en 1991, cuando abandona la dirección junto con otros miembros de los llamados renovadores. 
Escribió Qué es el comunismo, Partido Comunista de España, El Estado y las nacionalidades, ¿Es posible el socialismo? y Camino de Libertad (1997), sus memorias políticas.

## Anécdotas
En el Penal de El Puerto de Santa María enseñó a leer y escribir a Eleuterio Sánchez Rodríguez más conocido como El Lute.